# サイモン・ボーファイ
サイモン・ボーファイ（Simon Beaufoy, 1967年 - ）は、イギリス出身の脚本家、映画監督。サイモン・ビューフォイとも表記される。

## 人物
Ermysted's Grammar Schoolおよびセドバーグ・スクール（Sedbergh School）で学んだ。
『フル・モンティ』、『スラムドッグ$ミリオネア』、『127時間』でオスカー候補となり、そのなかで、第81回アカデミー賞では2008年公開の『スラムドッグ$ミリオネア』で脚色賞を受賞した。

## フィルモグラフィ
- フル・モンティ The Full Monty (1997) 脚本
- マイ・スウィート・シェフィールド Among Giants (1998) 脚本
- ハロー、アゲイン The Darkest Light (1999) 脚本、共同監督
- シャンプー台のむこうに Blow Dry (2001) 脚本
- スラムドッグ$ミリオネア Slumdog Millionaire (2008) 脚本
- Miss Pettigrew Lives a Day (2008) 脚本
- バーン・アップ 石油利権の闇 Burn Up (2008) テレビ映画、脚本
- 127時間 127 Hours (2010) 脚本
- 砂漠でサーモン・フィッシング Salmon Fishing in the Yemen (2011) 脚本
- ハンガー・ゲーム2 The Hunger Games: Catching Fire (2013) 脚本
- エベレスト 3D Everest (2015) 脚本
- バトル・オブ・ザ・セクシーズ Battle of the Sexes (2017) 脚本